# Força Aérea do Estado Independente da Croácia
A Força Aérea do Estado Independente da Croácia (em croata: Zrakoplovstvo Nezavisne Države Hrvatske; ZNDH), foi a força aérea do Estado Independente da Croácia (NDH), um estado fantoche estabelecido com o apoio das Potências do Eixo no território do Reino da Iugoslávia durante a Segunda Guerra Mundial. A ZNDH foi fundada sob autoridade alemã em abril de 1941, após a invasão da Iugoslávia pelo Eixo liderada pelos alemães.
Embora não pudesse ser considerada uma grande arma aérea no contexto mais amplo da Segunda Guerra Mundial, a ZNDH teve sob sua responsabilidade, em algum momento, cerca de 650 aeronaves entre abril de 1941 e maio de 1945, bem como unidades antiaéreas e paraquedistas. Desde o início humilde em 1941, a ZNDH ainda fornecia algum tipo de apoio aéreo (caça, ataque e transporte) até os últimos dias da Segunda Guerra Mundial na Europa.
A ZNDH manteve uma escola de treinamento de voo equipada com planadores e treinadores, originalmente no campo de aviação de Rajlovac perto de Sarajevo e depois nos campos de aviação de Velika Gorica e Pleso em Zagreb.  Sua escola de paraquedistas e paraquedistas estava localizada em Koprivnica. 

## História

### Estabelecimento
A ZNDH surgiu em 19 de abril de 1941, apenas nove dias após a proclamação da NDH. Seu comandante era o coronel Vladimir Kren, ex-capitão da Real Força Aérea Iugoslava (em servo-croata: Vazduhoplovstvo Vojske Kraljevine Jugoslavije; VVKJ),  que desertou para os alemães em Graz em seu Potez 25 em 4 de abril de 1941 e se declarou um apoiador dos Ustaše. 
A primeira tarefa da nova força aérea, cuja espinha dorsal era fornecida por 500 antigos oficiais do VVKJ e 1.600 suboficiais,  foi a aquisição ou salvamento de aeronaves, armas, máquinas, equipamentos e combustível que sobreviveram aos combates e não foram confiscados pelas forças alemãs ou italianas. 
Após a breve Guerra de Abril, os alemães capturaram mais de 300 aeronaves ex-VVKJ. Eles consideraram que eles seriam de pouca utilidade para a Luftwaffe, então foi decidido equipar a ZNDH com um número apropriado dessas aeronaves. Essas aeronaves, espalhadas por todos os cantos da Iugoslávia, foram então recolhidas, pequenos danos foram reparados e estoques de combustível e peças de reposição foram armazenados em oficinas do aeródromo. Naturalmente, a maioria das aeronaves ficou mais ou menos danificada e foram tomadas medidas para reparar o maior número possível delas. Antigos pilotos do VVKJ de origem croata e outros profissionais da especialidade aeronáutica foram abordados e receberam propostas de reabilitação imediata (a maioria deles estava em campos de prisioneiros de guerra alemães), empregos e segurança para as suas famílias. 
Kren também iniciou a formação de um sistema de alerta precoce, baterias antiaéreas (armadas com armas alemãs e tchecas) e vários departamentos de treinamento e manutenção, depósitos de munição e oficinas. O combustível necessário para as operações da ZNDH foi fornecido pelos alemães a partir de antigos estoques iugoslavos em Kraljevo, Sérvia. 
Já em maio de 1941, o NDH havia solicitado à Alemanha, entre outras coisas, 22 Messerschmitt Bf 109s. Em vez disso, eles receberam algumas das aeronaves restantes, em grande parte obsoletas, do VVKJ. Ao mesmo tempo, a Alemanha se apropriou de seis bombardeiros Dornier Do 17K capturados, que foram então fornecidos à Bulgária. A Romênia recebeu seis ex-VVKJ Hawker Hurricanes, bem como seis Bristol Blenheims, enquanto a Finlândia recebeu 20 Blenheims semi-concluídos, juntamente com ferramentas de fabricação e equipamentos de produção, bem como uma grande variedade de peças de reposição. 
Durante a metade de 1941, parte da capacidade de mão de obra da ZNDH (um esquadrão de caça e um esquadrão de bombardeiros médios) foi enviada para a Frente Oriental como parte da Luftwaffe, a Legião da Força Aérea Croata (em croata: Hrvatska Zrakoplovna Legija; HzL; em alemão: Kroatische Luftwaffen Legion). A maior parte do pessoal da Legião da Força Aérea Croata estava de volta ao território NDH no final de 1942 (esquadrão de bombardeiros)/início de 1944 (esquadrão de caças) para ajudar a combater a crescente ameaça aérea dos Aliados. 
O pessoal da ZNDH assumiu e reativou os aeródromos de Zagreb, Sarajevo, Mostar, Banja Luka e Zemun, onde estavam localizadas as fábricas de aeronaves Ikarus e Zmaj. Em junho de 1941, os alemães começaram a repassar para a ZNDH várias aeronaves VVKJ capturadas, incluindo oito bombardeiros Bristol Blenheim I e cinco Potez 25. Estas e a maioria das 211 aeronaves ex-VVKJ recebidas pela ZNDH tiveram primeiro de ser reparadas e/ou revistas na fábrica da Ikarus em Zemun. 

### As primeiras missões: 1941

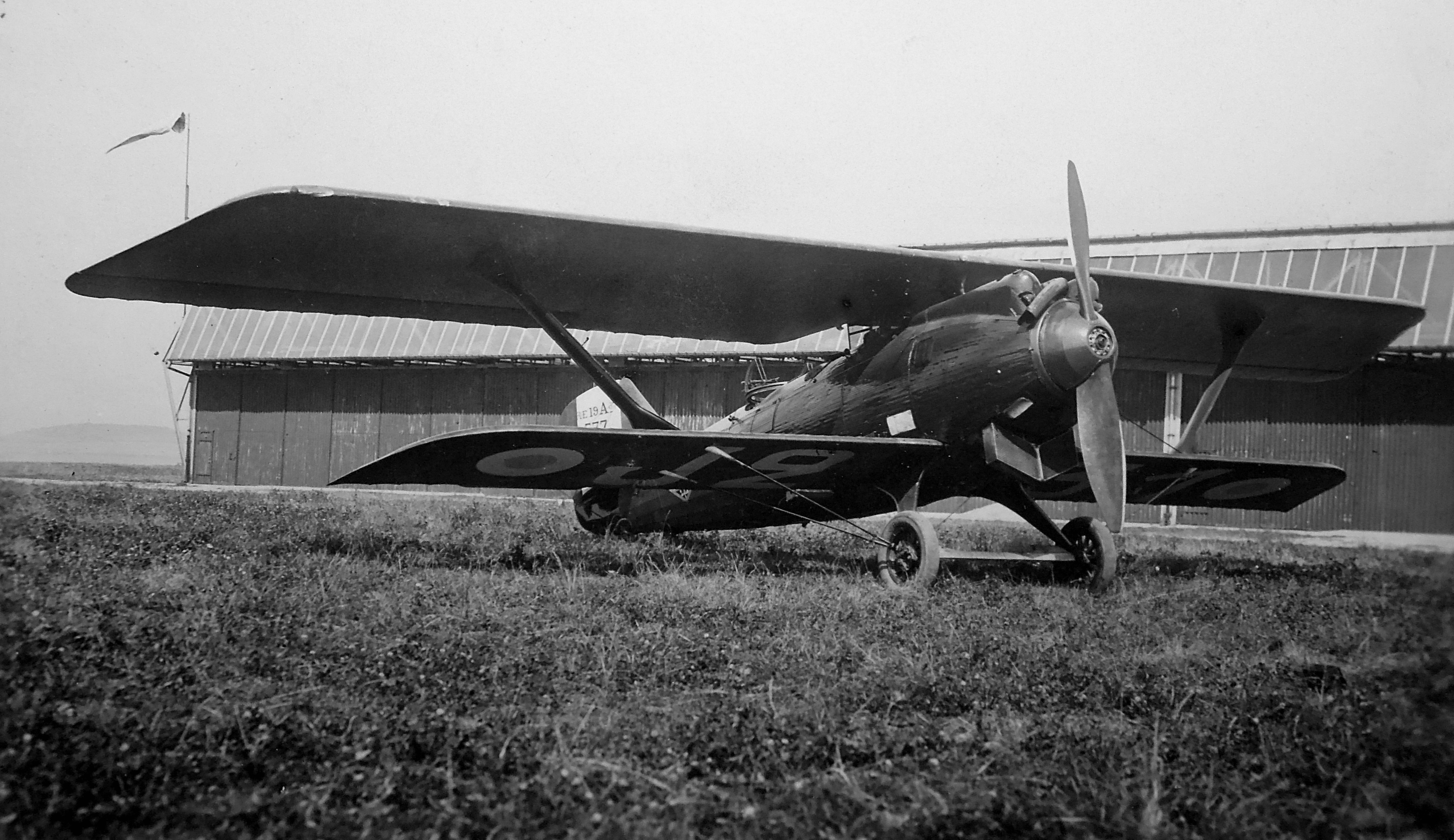
O Breguet 19 foi uma aeronave projetada pela França e construída sob licença na Iugoslávia para a Força Aérea Real Iugoslava. A ZNDH utilizou cerca de 50 Breguets capturados para missões de ataque, reabastecimento e reconhecimento contra os guerrilheiros iugoslavos.

No final de 1941, a ZNDH tinha 95 aeronaves distribuídas em quatro grupos e oito esquadrões. O combate aéreo aos guerrilheiros iugoslavos já havia começado no final de junho de 1941, quando os bombardeiros Breguet 19 e Potez 25 se mostraram os mais adequados. Os Breguets podiam transportar uma carga de bombas de até 400kg usando 24 bombas de 12kg, enquanto as Potez 25 podiam transportar cerca de metade dessa quantidade. Ambos os tipos também foram armados com três metralhadoras de 7,7mm. No total, a ZNDH chegou a possuir 50 Breguet 19 e 45 Potez 25. O uso operacional destes bombardeiros leves não se limitou ao combate aos guerrilheiros; as aeronaves também foram utilizadas para abastecer pontos fortes isolados ou cercados do exército. 
O emblema da ZNDH seria a insígnia quadriculada vermelha e branca, (em croata: Šahovnica), derivado do brasão croata, que remonta ao século X, usado na barbatana. Em janeiro de 1945, esta foi substituída pela cruz trevo preta e branca do Rei Zvonimir. 
Além das aeronaves Breguet e Potez, que eram os tipos mais numerosos no inventário da ZNDH, os biplanos leves de treinamento Zmaj Fizir FP-2 também foram convertidos para transportar seis bombas de 12kg. Essas aeronaves foram usadas para bombardear e metralhar tropas e posições guerrilheiras no norte da Bósnia, mas também enfrentaram fogo antiaéreo. As primeiras missões custaram à ZNDH uma aeronave Breguet e uma Potez, ambas as quais caíram após serem atingidas por fogo terrestre dos guerrilheiros. As tripulações do ZNDH tinham poucas hipóteses de sobrevivência após serem atingidas, uma vez que não estavam disponíveis fatos de voo, capacetes e paraquedas na altura – daí as suas aterragens forçadas desesperadas. 
Ações semelhantes continuaram ao longo de 1941. A ZNDH realizou muitas missões de apoio às tropas do Exército em operações de escala limitada contra os guerrilheiros, principalmente sobre o leste e oeste da Bósnia, bem como sobre outras partes da NDH. Em setembro, a ZNDH introduziu aeronaves maiores para bombardear forças e territórios partidários. Dois bombardeiros, um F.39 derivado do Avia Fokker F.IX e um Savoia-Marchetti SM.79 estavam disponíveis para operações e tinham a vantagem adicional de poder transportar bombas de 100kg. Eles foram amplamente utilizados para bombardear vilas e comunicações rodoviárias. No entanto, logo ficou estabelecido que os antigos biplanos Breguet 19 e Potez 25 eram ideais para missões contra concentrações de tropas guerrilheiras. Embora estivessem ultrapassados e certamente seu uso estivesse fora de questão em qualquer outra frente, seu desempenho e armamento os tornavam muito perigosos para um inimigo mal armado. Os guerrilheiros estavam espalhados por vilas, florestas e montanhas e suas posições só podiam ser detectadas por uma aeronave em movimento lento. Missões de reconhecimento visual usando câmeras portáteis também foram realizadas. O reconhecimento aéreo forneceu ao exército dados vitais sobre os movimentos e posições dos guerrilheiros e sobre a situação no território guerrilheiro em geral. Isso era ainda mais importante porque o exército carecia desesperadamente de equipamentos de rádio de todos os tipos. Aeronaves leves eram frequentemente usadas para tarefas de ligação, particularmente conectando as guarnições do exército ao redor e o comando superior. Frequentemente, o Exército solicitava que uma ou duas aeronaves fossem temporariamente anexadas a unidades específicas do exército para cooperar estreitamente com as tropas terrestres. 
A força de caça da ZNDH estava mal equipada em todos os aspectos, consistindo de 12 máquinas ex-VVKJ, incluindo quatro Ikarus IK-2s, sete antigos Avia BH-33 Es e um Hawker Fury II. Felizmente para esta força mal equipada, não houve oposição aérea e algumas aeronaves de caça mais modernas foram recebidas a partir de 1942. 
O clima mais frio de outubro e novembro limitou as atividades aéreas sobre o NDH. As operações partidárias se espalharam para o território sérvio oriental e os esquadrões baseados no campo de aviação de Sarajevo fizeram sua aparição na área da fronteira entre a Bósnia e a Sérvia. Os guerrilheiros estavam tentando proteger e expandir seu território na parte oriental da Iugoslávia, que eles haviam libertado no outono de 1941. A ZNDH realizava missões diárias de abastecimento com seu Avia Fokker F.39 e, devido à falta de outras aeronaves, também utilizava os veneráveis Breguets e Potez. Eles podiam pousar em pistas preparadas às pressas e tiveram um ótimo desempenho no transporte aéreo de suprimentos para a guarnição cercada de Višegrad. 

### Expansão: 1942

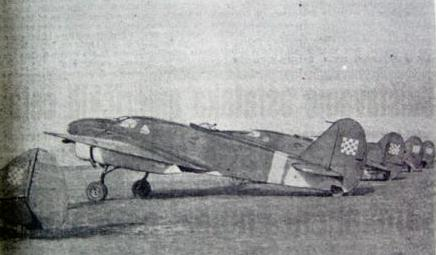
Alinhamento de bombardeiros leves ZNDH Caproni Ca.310 no campo de aviação de Borongaj, em Zagreb, 1942.

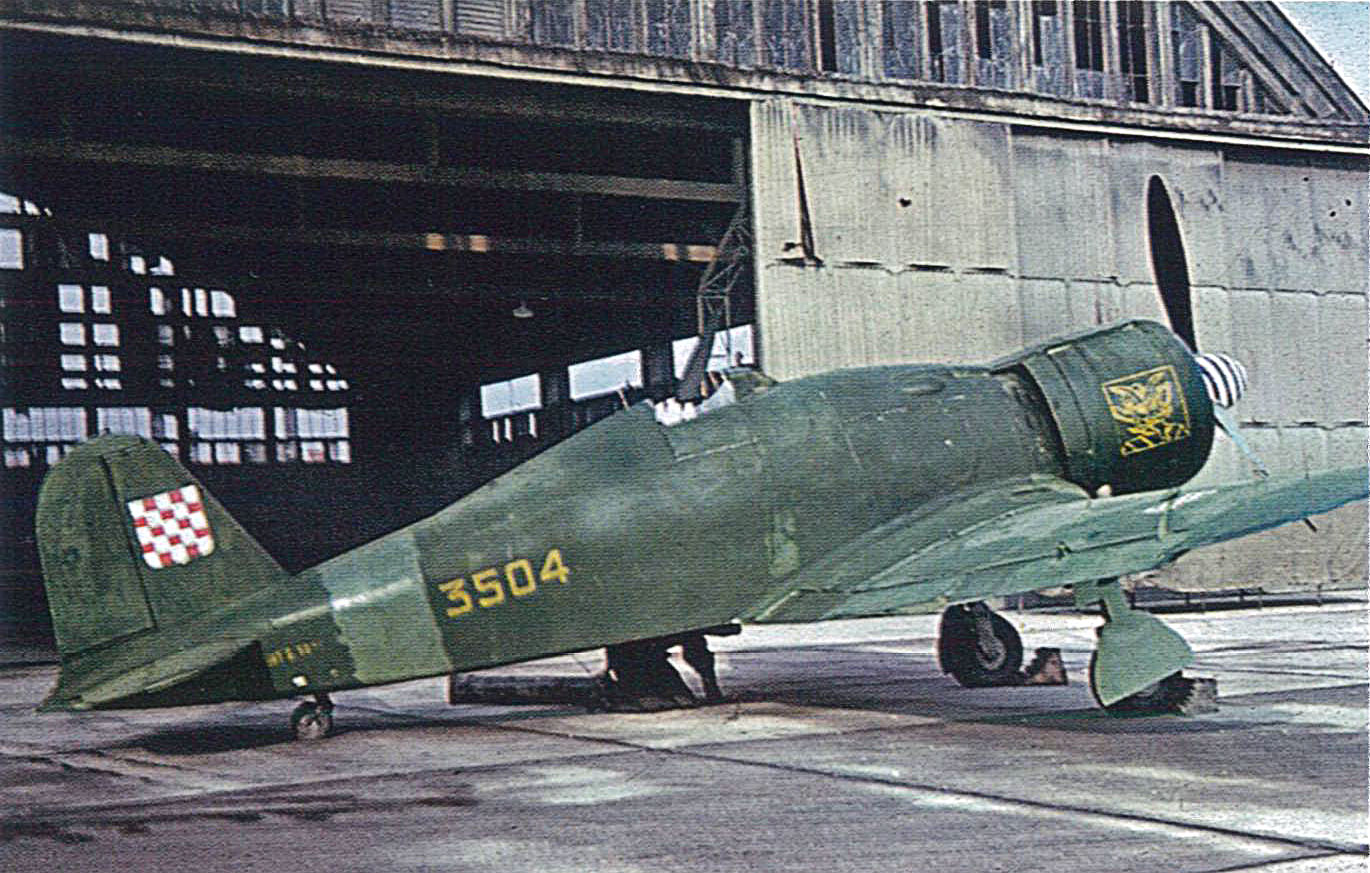
O Fiat G.50, projetado e construído pela Itália, foi o primeiro caça relativamente moderno disponível para a ZNDH em números razoáveis. Alguns ainda estavam em serviço em 1945.

Em 1942, os combates com os guerrilheiros se intensificaram. Eles não apenas libertaram um território substancial na parte oriental da Iugoslávia, mas também encorajaram a rebelião em todo o país. Os governos alemão, italiano e NDH estavam cientes desse perigo e usaram todos os meios disponíveis para destruir as forças guerrilheiras. Eles planejaram várias operações em grande escala para esse propósito, nas quais o apoio aéreo desempenhou um papel muito importante. 
O primeiro semestre de 1942 foi marcado por diversas entregas de aeronaves novas ou reformadas da Alemanha e da Itália, além daquelas recebidas da Ikarus em Zemun. Primeiramente, a ZNDH recebeu 10 novos bombardeiros médios Caproni Ca.311 M da Itália. Essas aeronaves foram encomendadas e pagas pelo governo iugoslavo para serviço no VVKJ, mas a invasão do Eixo na Iugoslávia impediu a entrega. A ZNDH também comprou 20 treinadores básicos AVIA FL.3, nove caças Fiat G.50bis e um caça de treinamento biplace Fiat G.50B. As aeronaves Fiat forneceriam aos pilotos de caça da ZNDH algum treinamento operacional em aeronaves mais modernas. 
Outros lotes de aeronaves ex-VVKJ revisadas também chegaram da fábrica de aeronaves Ikarus em Zemun, incluindo 11 Dornier Do 17K, três Bristol Blenheim Mk I e um bombardeiro Caproni Ca.310, 15 Rogožarski PVT e 11 aeronaves de ataque Rogožarski R-100, que foram equipadas com porta-bombas para transportar 100 quilogramas (220 lb), além de algumas bombas Breguet 19, Potez 25, Zmaj Fizir FNs e Zmaj Fizir FP-2. De Praga, na Tchecoslováquia (sob ocupação alemã), a ZNDH recebeu sete transportes Avia Fokker F.7, um Avia Fokker F.9 e um Avia Fokker F.18. Destes, os F.7 e F.18 eram aviões comerciais tchecos de antes da guerra. Como a ZNDH sofria com a total falta de aeronaves de transporte, estas foram imediatamente colocadas em serviço, após apenas pequenos ajustes. Alguns foram até usados para fornecer serviços regulares de linhas aéreas. 
Os nove caças Fiat G.50bis decolaram de Turim - Fiat Aviazione em 12 de junho de 1942, mas antes de cruzar a fronteira foram parados por uma ordem do Capo di Stato Maggiore Cavallero, que temia que os pilotos da ZNDH pudessem desertar com a nova aeronave Fiat. As aeronaves G.50 tiveram que esperar até 25 de junho  antes de serem entregues ao 16º Esquadrão em Banja Luka, mas durante o ano de 1942, cinco foram transferidas para o 1º Esquadrão estacionado em Zagreb, a fim de fortalecer a defesa da capital NDH. A distribuição entre os dois esquadrões teve como objetivo familiarizar ainda mais os pilotos de caça do ZNDH com aeronaves mais sofisticadas. Até então, os únicos caças disponíveis em número eram os sete antigos biplanos Avia BH-33E e quatro caças Ikarus IK-2 de asa de gaivota (para os quais havia muito poucas peças de reposição), bem como 11 caças de treinamento Rogožarski R-100 de monoplanos. 
Graças a este parque de aeronaves alargado, a ZNDH pôde agora formar novas unidades: em Janeiro, o 1.º Grupo, composto pelos 1.º, 2.º, 3.º e 19.º Esquadrões foi formado em Zagreb, e depois o 2.º Grupo com os 4.º, 5.º e 6.º esquadrões e o 3.º Grupo com os 7.º, 8.º e 9.º esquadrões no aeródromo de Rajlovac em Sarajevo, enquanto o 6.º Grupo foi formado no aeródromo de Zaluzani em Banja Luka em Junho de 1942 para cobrir operações na Croácia central e na Bósnia ocidental. 
Esses reforços chegaram bem a tempo de participar de uma grande ofensiva alemã contra as forças guerrilheiras no leste da Bósnia. Inicialmente, a Regia Aeronautica também participou desta campanha, mas após um incidente em que um bombardeiro italiano atacou por engano posições alemãs perto de Vlasenica, o comando alemão atribuiu à ZNDH a responsabilidade de fornecer toda a missão de apoio aéreo para as formações em terra. Naquela época, não havia forças significativas da Luftwaffe baseadas em território iugoslavo. Em apoio às forças terrestres, a ZNDH realizou 121 missões de combate em janeiro, 100 missões em fevereiro e 350 em março. Embora as forças terrestres do Eixo tenham tido geralmente sucesso nas suas operações em Janeiro e Fevereiro, em Março foram forçadas a aliviar a pressão quando outras unidades Partidárias atacaram várias guarnições solitárias do NDH, ameaçando destruí-las. 
Além dos constantes bombardeios, as aeronaves Potez 25 e Breguet 19 também foram usadas para missões diárias de abastecimento à guarnição do exército sitiada em Rogatica. Eles pousariam sob fogo em uma pequena pista de pouso improvisada de grama, descarregando munição e outros suprimentos, mantendo os motores funcionando e decolando o mais rápido possível. Em 23 de março, um ZNDH Potez 25 foi abatido pelos guerrilheiros e a tripulação foi morta. Três dias depois, um Avia Fokker F.9 foi danificado enquanto lançava munição para Rogatica, mas conseguiu retornar à base em segurança. Como resultado do esforço determinado de reabastecimento da ZNDH, a guarnição de Rogatica conseguiu resistir até ser substituída pelas forças alemãs-NDH em 17 de abril. 
À medida que o clima melhorou em direção ao verão, a atividade aérea se intensificou. Cerca de 325 missões foram realizadas em abril, com mais 350 surtidas em maio, incluindo apoio direto ao combate, reconhecimento e missões de abastecimento, bem como lançamento de folhetos. A maioria das missões foi realizada pelos esquadrões do 2º e 3º Grupos baseados em Sarajevo, que era a base operacional mais forte naquela época. A base aérea de Zagreb foi empregada principalmente no ataque a posições partidárias na Eslavônia Ocidental e na Bósnia. 
Os 10 novos Caproni Ca.311Ms foram testados durante os sucessivos ataques ao território guerrilheiro. Eles foram divididos igualmente entre o 3º Esquadrão (Zagreb) e o 7º Esquadrão (Rajlovac). Durante setembro e outubro, os Blenheims do 8º Esquadrão e os Dornier Do 17Ks do 3º e 9º Esquadrões foram amplamente utilizados para atacar posições guerrilheiras em Bihać, Bugojno, Livno e Duvno e na Bósnia. Devido à disponibilidade de um maior número de aeronaves, o 6º Grupo foi formado em Banja Luka, compreendendo os 13º, 16º, 17º e 18º Esquadrões. Essa força de bombardeiros médios não apenas realizou missões de reconhecimento e bombardeio contra forças guerrilheiras, mas também voou profundamente em territórios sob controle guerrilheiro e atacou estações ferroviárias, tráfego rodoviário, depósitos agrícolas e estoques de alimentos. As forças partidárias estavam cientes da ameaça que a ZNDH representava para as suas operações e tentavam constantemente melhorar a sua defesa antiaérea, que dependia principalmente de metralhadoras. 
Dezembro de 1942 também viu o retorno do esquadrão de bombardeiros HZL à Croácia, após servir na Frente Oriental, onde realizaram mais de 1.500 missões. Após seu retorno, o esquadrão foi redesignado 1. /(Kroat.)KG após ter voado seus nove bombardeiros Dornier Do 17Z da Rússia de volta para NDH. Os Dorniers provaram ser uma adição bem-vinda ao poder de ataque das forças do Eixo que lutavam contra os guerrilheiros em território iugoslavo até o final de 1944. No final de 1943, um segundo esquadrão, 2. /(Kroat.)KG foi formada para fornecer treinamento operacional. Foi equipado com bombardeiros médios CANT Z.1007 e Fiat BR.20, projetados e construídos na Itália. 
Durante o ano de 1942, a ZNDH realizou cerca de 4.800 missões, das quais 30% foram missões de combate, com 35 aeronaves perdidas. Dessas perdas, 19 foram por fogo terrestre dos guerrilheiros, 12 por acidentes e quatro por deserção. No final do ano, o parque de aeronaves da ZNDH era composto por 191  aeronaves, divididas em 14 esquadrões. 
1942 viu as primeiras deserções de aeronaves da ZNDH, a primeira em 23 de maio, quando um Breguet e um Potez desertaram para as forças guerrilheiras. O exército conduziu uma busca intensiva pela aeronave e, em resposta, os guerrilheiros produziram dois modelos de aeronaves em escala, feitos de madeira e lona, que foram devidamente destruídos pelos bombardeiros da ZNDH. Ambas as aeronaves "destruídas" foram capazes de realizar uma série de ataques contra unidades do exército (armadas com bombas artesanais) antes de serem abatidas (o Breguet em 4 de junho) ou destruídas no solo (o Potez em 6 de julho). As outras duas deserções ocorreram em julho e outubro, com um bombardeiro Blenheim voando em cada caso para a Turquia. 

#### Paraquedistas
Em janeiro de 1942, a ZNDH formou uma unidade de paraquedistas, conhecida como 1ª Companhia de Paraquedistas de Infantaria Leve (em croata: Prva laka padobranska satnija, 1 PV). Tinha uma força de 120 homens e estava sediada na cidade de Koprivnica, ao norte, perto da fronteira com a Hungria. Uma aeronave de transporte trimotor Avia Fokker F.7 foi designada para a unidade em caráter permanente, com outros transportes designados conforme necessário.  Os paraquedistas estavam equipados com rifles, submetralhadoras, metralhadoras leves e morteiros leves. Após um período de treinamento, o 1 PLS fez um salto tático em massa de demonstração em 6 de julho de 1943 no campo de aviação de Borongaj, Zagreb. Quarenta e cinco paraquedistas fizeram um salto bem-sucedido de três transportes Avia Fokker. 
Em 6 de novembro de 1943, três brigadas de guerrilheiros, apoiadas por artilharia e metralhadoras pesadas, montaram um ataque à cidade de Koprivnica, que tomaram em 9 de novembro. Os paraquedistas do 1 PLS permaneceram em sua base por três dias antes de se retirarem para a Hungria e continuarem a batalha com outras forças de defesa do NDH e alemãs até 29 de novembro. Eles receberam apoio aéreo direto dos Dornier Do 17Ks da ZNDH, bem como suprimentos de aeronaves leves, mas não conseguiram evitar a perda de sua base, juntamente com 20 homens, todo o seu equipamento de paraquedas e suas aeronaves de transporte. A ZNDH também perdeu um bombardeiro Dornier Do 17K e um biplano Bücker Bü 131 abatidos durante este período. 
A unidade foi realocada em 1944 para o campo de aviação de Borongaj em Zagreb e em junho de 1944 cresceu em força com a adição de mais três companhias e foi redesignada como o 1º Batalhão de Infantaria Leve de Paraquedistas (em croata: 1 Padobranska lovačka bojna, 1 PLB). Eles eram responsáveis pela defesa terrestre desta importante base aérea e também desempenhavam funções de guarda cerimonial na própria Zagreb. No final de janeiro de 1945, a unidade foi equipada com jaquetas de inverno brancas para camuflagem e anexada à Brigada Motorizada NDH, realizando sua primeira ação neste novo setor, ao sul de Zagreb. 1 O PLB permaneceu em ação constante contra o avanço dos Partisans até que a última unidade se rendeu na Áustria em 14 de maio de 1945, uma semana após o fim oficial da Segunda Guerra Mundial. 

### 1943

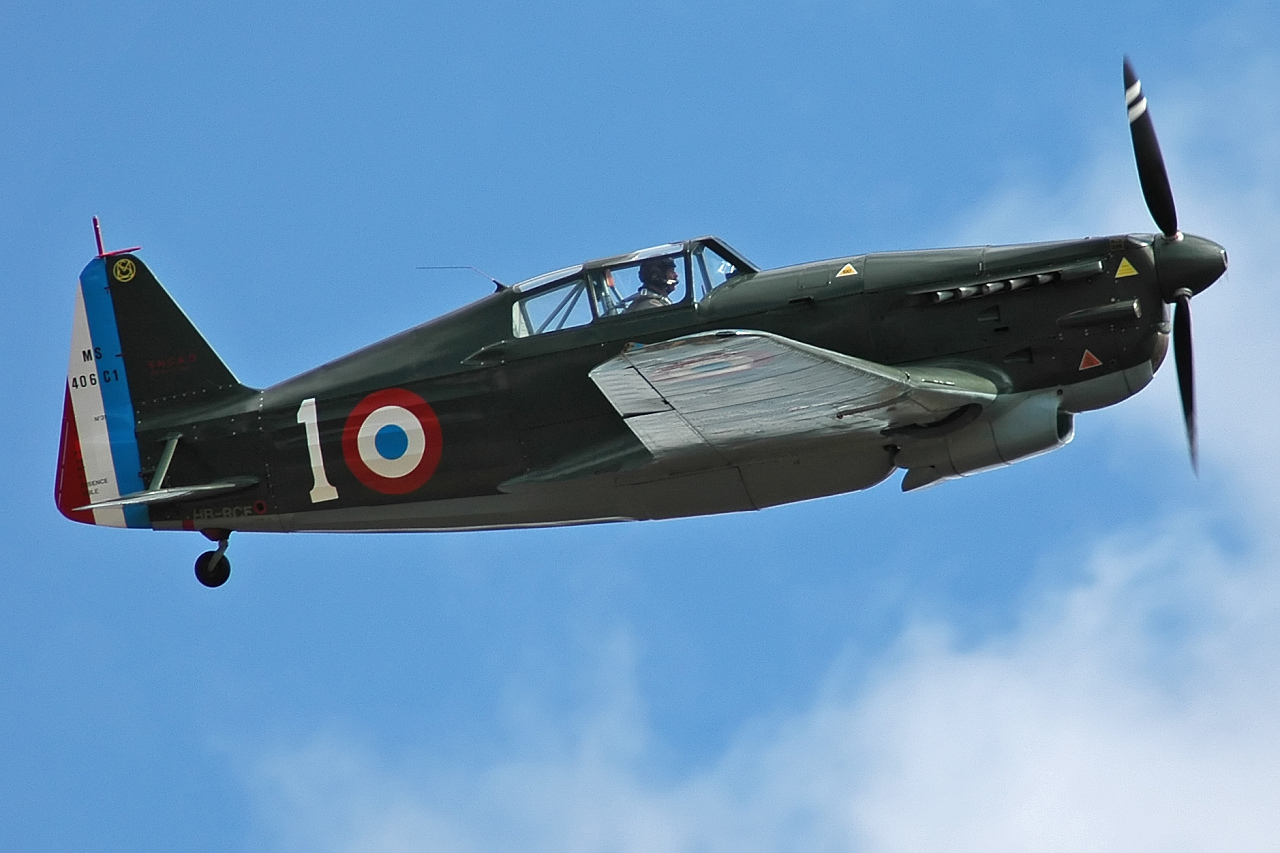
O Morane-Saulnier MS406 foi um caça projetado pela França, capturado pela Alemanha em 1940 e vendido ao NDH em 1943.

No início de 1943, as forças do Eixo tinham controle total do espaço aéreo sobre o território iugoslavo. Não se esperava nenhuma oposição aérea de qualquer tipo e essa foi a principal razão pela qual a força de bombardeiros pôde operar sem qualquer cobertura de caça, apesar do fato de haver uma total falta de qualquer força de caça séria nos esquadrões da ZNDH. Entretanto, a situação começou a mudar no início de 1943. O Quartel-General (QG) da ZNDH tinha planos de rearmar pelo menos um Grupo com aeronaves mais modernas de origem alemã ou italiana. Os italianos recusaram-se a fornecer os caças Macchi C.200 e Macchi C.202 solicitados, uma vez que a Regia Aeronautica precisava de todas as aeronaves para preencher os seus próprios esquadrões no início de 1943. 
Isso ocorreu porque a situação começou a mudar em favor dos Aliados. Eles desembarcaram no Norte da África enquanto os soviéticos realizavam sua grande ofensiva de inverno, colocando em perigo e, eventualmente, derrotando o 6º Exército alemão em torno de Stalingrado. 
O movimento partisan na Iugoslávia, além de alguns territórios menores, estabeleceu um grande território libertado que se estendia a oeste dos rios Neretva e Bosna, na direção das cidades de Zagreb e Rijeka. A força partisan ficou mais forte – tinha mais de 60.000 combatentes armados no chamado "Estado de Tito", bem treinados e apoiados por artilharia. Em 20 de janeiro de 1943, o QG alemão na Iugoslávia lançou uma ofensiva com o codinome Caso Branco (em alemão: Fall Weiss), com a intenção de recuperar o território perdido. O ataque foi apoiado por aeronaves da Luftwaffe, Regia Aeronautica e ZNDH. Aeronaves do 2º e 3º Grupos de Sarajevo e do 6º Grupo de Banja Luka estiveram envolvidas em ataques aéreos e em missões de lançamento de folhetos. 
A base aérea de Banja Luka foi reforçada por um recém-formado 5º Grupo após o fim do Caso White. A ZNDH agora consistia em três bases aéreas com seis grupos e 14 esquadrões. Durante 1943, novas aeronaves continuaram a chegar, com 30 bombardeiros Dornier Do 17E revisados, entregues da Alemanha e divididos entre o 3º Esquadrão (Zagreb) e os 13º e 15º Esquadrões (Banja Luka). Da Itália vieram 34 ex-VVKJ Bücker Bü 131 Jungmans e 25 biplanos leves de treinamento e aeronaves de ligação Saiman 200, que foram enviados para todas as três bases aéreas. Eles também eram usados para entregar correspondência e carne fresca em cidades e guarnições isoladas/cercadas. 
Embora a ZNDH tenha tido um breve papel na subsequente ofensiva antipartisan, Operação Schwarz (em alemão: Fall Schwarz) em meados de 1943, seu principal envolvimento foi na frente no NDH central. Como sempre, a resistência partidária demonstrou capacidade de sobrevivência e eficácia frustrantes, e novos eventos começaram a influenciar os combates na Iugoslávia. As forças guerrilheiras estavam bem cientes da constante ameaça de ataque aéreo representada pela força de bombardeiros médios da ZNDH e, em 10 de agosto de 1943, realizaram um ataque noturno devastador por uma brigada no campo de aviação de Rajlovac, em Sarajevo. O ataque de três horas e meia ao campo de aviação deixou 10 bombardeiros ZNDH, além de outros cinco bombardeiros e transportes da Luftwaffe, destruídos, com outras 17 aeronaves danificadas. Embora algumas tripulações tenham respondido ao fogo das torres de metralhadoras de suas aeronaves, as perdas dos guerrilheiros foram inferiores a 20. Posteriormente, o Comando ZNDH queixou-se de que a dispersão de aeronaves ordenada pelos alemães em torno do perímetro do campo de aviação, em caso de ataque aéreo, tornava as aeronaves especialmente vulneráveis a este tipo de ataque terrestre. 
Em meados de 1943, após a captura do sul da Itália, aeronaves aliadas começaram a aparecer sobre os Bálcãs . O comando militar da NDH estava ciente desse perigo e tentava persuadir os alemães a fornecer pelo menos dois esquadrões de caças Messerschmitt Bf 109 para a ZNDH. Entretanto, em vez de Bf 109s, os únicos caças de reforço que vieram da Alemanha foram os primeiros de um lote de 36 caças franceses Morane-Saulnier MS406 capturados e revisados em outubro, além de outra dúzia que chegou em dezembro. Os alemães também forneceram 25 Beneš-Mráz Beta-Minor com monoplanos de dois lugares, que foram despachados entre os esquadrões para serviço de ligação, já que a falta de equipamentos de comunicação de rádio no nível do esquadrão ainda era evidente. 
Em meados de setembro de 1943, Kren foi demitido do comando da ZNDH. Ele foi substituído pelo tenente-coronel Adalbert Rogulja, que iniciou uma grande reorganização. 
Após a capitulação da Itália em setembro de 1943, cerca de 60 aeronaves da Regia Aeronautica foram encontradas nos aeródromos de Mostar e Zadar e 33 máquinas foram incorporadas à ZNDH. Esse número incluía mais caças Fiat G.50, bem como seis caças biplanos Fiat CR.42. Alguns bombardeiros CANT Z.1007 e Fiat BR.20 também foram adicionados ao ZNDH. Posteriormente, a Luftwaffe também forneceu ao esquadrão de caças HZL cerca de 20-25 Fiat G.50 capturados pelas tropas alemãs nos aeródromos da Regia Aeronautica nos Bálcãs. 
A capitulação da Itália também trouxe consigo a ameaça real de uma invasão dos Aliados na costa da Dalmácia. Como resultado, em 9 de setembro, os pedidos foram recebidos por 1. /(Kroat.)KG executará duas missões de reconhecimento costeiro sobre o centro e o sul do Adriático todas as manhãs e tardes. Em 10 de outubro, um de seus Dornier Do 17Zs foi interceptado por oito Spitfire Mk. Caças VIII do Esquadrão Nº 92 da RAF perto da costa da Itália. Todos os caças fizeram voos de tiro no Dornier, que foi abatido e a tripulação saltou. Um Spitfire foi atingido por fogo de retorno e caiu no mar, matando seu piloto. Depois disso, as missões de reconhecimento foram confinadas às proximidades da costa da Dalmácia. 
Os ataques às forças guerrilheiras continuaram e, em 3 de outubro, sete Dornier Do 17Z capturaram 2. bataljon da Brigada Braća Radić (2º batalhão da Brigada dos Irmãos Radić) em movimento em Šemovec, na estrada Varaždin-Ludbreg. Em mais de uma hora de bombardeamento aéreo concentrado, o batalhão sofreu cerca de 60 baixas, incluindo 42 mortos. 
Embora a ZNDH agora fosse capaz de montar uma ameaça confiável contra os insurgentes, naquela época uma nova ameaça estava chegando do outro lado do Adriático. Em 30 de junho de 1943, os primeiros voos de reconhecimento aliados foram relatados, seguidos pelos primeiros bombardeiros da USAAF, quando 61 B-24 Liberators do IX Comando de Bombardeiros sobrevoaram o NDH em um ataque de penetração profunda na cidade austríaca de Wiener Neustadt em 13 de agosto. O 3º Grupo Flak da ZNDH, defendendo Brod na Savi (Slavonski Brod), conseguiu abater um único bombardeiro a caminho de seu alvo. As melhores aeronaves que a ZNDH conseguiu colocar em serviço para defender a sua pátria no final de 1943 foram 20 Morane-Saulnier MS406, 10 Fiat G.50, seis Fiat CR.42, cinco Avia BH-33 e dois caças Ikarus IK-2 – aeronaves que estavam obsoletas em 1940. 
No final de 1943, a ZNDH tinha 9.775 homens e estava equipada com 295 aeronaves,  tendo perdido 61 abatidos, destruídos no solo, em acidentes e cinco deserções. 

### 1944

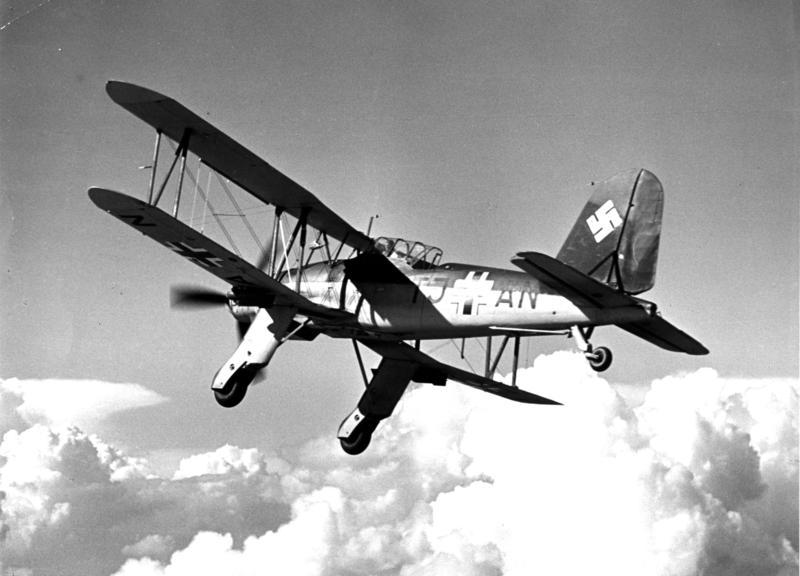
Entre nove e 12 Fieseler Fi 167 foram vendidos para a ZNDH em setembro de 1944 e continuaram em serviço até maio de 1945.

O caça italiano Macchi C.202.

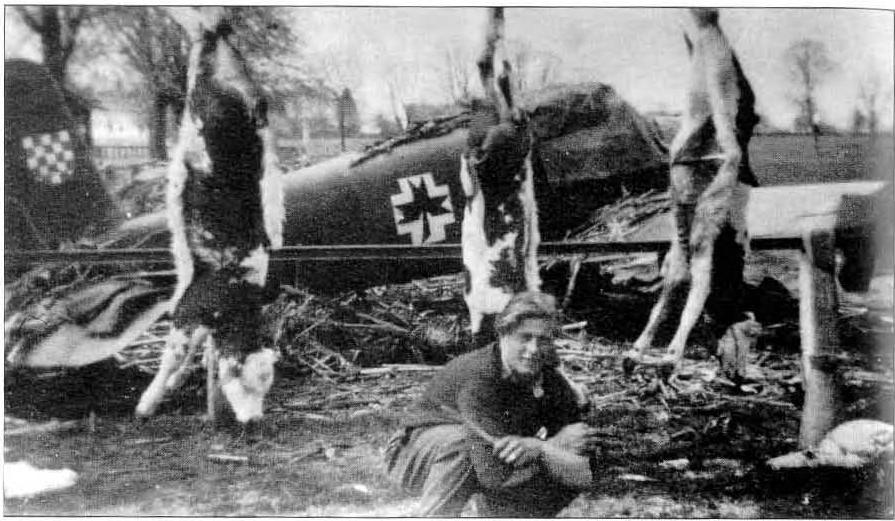
ZNDH Bücker Bü 181 Bestmann na Bósnia, final de 1944, aguardando sua carga.

Com a capitulação da Itália, a ZNDH perdeu uma importante fonte de novas aeronaves e a maré mudou significativamente quando os ataques aéreos aliados a alvos nos Bálcãs se tornaram realidade. Os esquadrões de caça da Luftwaffe estacionados em Liubliana, Zagreb, sul da Áustria e norte da Itália travaram pesadas batalhas para deter a armada de bombardeiros pesados da USAAF americana. O ZNDH também foi incluído na defesa com o recém-formado 11º Grupo de Caça (em croata: 11 lovačka skupina) consistindo nos 21º, 22º e 23º Esquadrões de Caça (em croata: Lovačka jata) equipados com aeronaves Morane-Saulnier MS406 e Fiat G.50. 
1944 também viu o retorno do esquadrão de caças HZL ao NDH após servir na Frente Oriental. Foi renomeado Kroat. O JGr 1 e seu esquadrão de caça operacional foram redesignados como 2. /(Croata.)JGr . Logo após a chegada 2. /(Kroat.) A JGr enviou seus pilotos da ZNDH para coletar 12 novos caças Macchi C.202 diretamente da fábrica perto de Milão, na Itália. O caça Macchi C.202, projetado e construído pela Itália, foi o primeiro caça moderno disponível para a ZNDH. Essas aeronaves mantiveram suas marcações da Luftwaffe enquanto estavam em serviço na unidade. Um segundo esquadrão de treinamento/conversão operacional também foi formado, designado 3. /(Kroat.)JGr e equipado com caças Fiat G.50, Macchi C.200 e Fiat CR.42. Após um período de conversão operacional, o esquadrão iniciou operações contra as frequentes incursões sobre o NDH por aeronaves da USAAF e da RAF. Durante um período de intensa atividade no verão de 1944, o esquadrão reivindicou cerca de 20 aeronaves aliadas abatidas, ao mesmo tempo em que recebeu mais seis Macchi C.202s, bem como quatro novos Macchi C.205s. 
Os obsoletos caças Morane-Saulnier MS406 e Fiat G.50 da ZNDH também tentaram interceptar as formações de bombardeiros da USAAF, muitas vezes sobrecarregando seus motores antigos além do limite. Eles não eram páreo para os caças Mustang e Thunderbolt da USAAF e sofreram pesadas perdas, tanto no ar quanto no solo. 
No final de 1944, o esquadrão HZL entregou seus Macchis desgastados restantes por novos caças alemães Messerschmitt Bf 109G e K. Um total de 21 Bf 109s foram entregues à ZNDH até o final do ano. 
As aeronaves aliadas começaram a mirar especificamente nas bases e aeronaves da ZNDH e da Luftwaffe pela primeira vez como resultado da Sétima Ofensiva Antipartisan, incluindo a Operação Rösselsprung no final de maio de 1944. Até então, as aeronaves do Eixo podiam voar para o interior quase à vontade, desde que permanecessem em baixa altitude. Unidades guerrilheiras em terra frequentemente reclamavam dos ataques de aeronaves inimigas enquanto centenas de aeronaves aliadas voavam em altitudes maiores. Isso mudou durante o Rösselsprung quando os caças-bombardeiros aliados voaram em massa pela primeira vez, estabelecendo total superioridade aérea. Consequentemente, tanto a ZNDH como a Luftwaffe foram forçadas a limitar as suas operações em tempo bom às primeiras horas da manhã e ao final da tarde. 
Em junho, a ZNDH finalmente recebeu da Alemanha os tão prometidos contêineres de lançamento aéreo para reabastecimento aéreo de munição e outros equipamentos, constantemente necessários para guarnições sitiadas e cercadas em toda a NDH. Eles foram imediatamente colocados em bom uso e facilitaram o trabalho da já sobrecarregada ZNDH. Os Dornier Do 17s da ZNDH provaram ser especialmente adequados para tais tarefas.  Em junho, Kren também retornou à sua posição anterior como chefe da ZNDH. 
No final de junho, a ZNDH recebeu a primeira das 22 aeronaves Bücker Bü 181 Bestmann. Os 19º e 20º Esquadrões de Transporte receberam cinco cada, com o restante enviado para a 1ª Escola de Pilotos. Além das funções de ligação, eram usados para transportar carne fresca da Bósnia para Zagreb, onde havia escassez de alimentos. 
Sabe-se que quinze bombardeiros de mergulho Ju 87D e alguns bombardeiros de mergulho de longo alcance Ju 87R-2 foram fornecidos ao HZL, e seis deles foram usados operacionalmente contra as tropas soviéticas no final do verão de 1944. 
Na segunda metade de 1944, a situação em todas as frentes piorou rapidamente para as forças do Eixo. Os exércitos soviético, búlgaro e partisan libertaram toda a parte oriental da Iugoslávia e as forças partisan na Bósnia pressionaram seus ataques contra guarnições ainda maiores do Eixo. Em um ataque surpresa em 20 de setembro, eles capturaram a cidade de Banja Luka e a base aérea da ZNDH no campo de pouso de Zaluzani, incluindo 11 aeronaves inoperantes. Na confusão total durante o ataque ao campo de aviação, várias equipes da ZNDH conseguiram decolar e escapar no último momento, algumas até mesmo iniciando suas decolagens quando mal conseguiam passar pelas portas abertas do hangar, usando fogo de supressão fornecido por suas torres de metralhadora, enquanto outras decolaram sob forte fogo dos guerrilheiros. A cidade e a base aérea foram retomadas vários dias depois num pesado contra-ataque das tropas do NDH e alemãs. 
Os alemães também continuaram a fornecer aeronaves de segunda linha para a ZNDH, incluindo entre nove e 12 exóticos bombardeiros torpedeiros biplanos Fieseler Fi 167 . Eles foram originalmente projetados e planejados para uso a bordo do porta-aviões alemão Graf Zeppelin, mas nunca foram concluídos. Depois disso, foram vendidos para o NDH,  onde suas capacidades de campo curto e transporte de carga os tornaram ideais não apenas para missões de ataque, mas também para transportar munições e outros suprimentos para guarnições do exército sitiadas. Muitas dessas missões foram realizadas entre sua chegada em setembro de 1944 e o fim da guerra (sob as condições certas, a aeronave podia descer quase verticalmente). Durante uma dessas missões, perto de Sisak, em 10 de outubro de 1944, um Fi 167 da ZNDH foi atacado por cinco P-51 Mustang Mk III do 213º Esquadrão da RAF. A tripulação do Fieseler (pilotada por um ex-HZL com oito mortes), explorando ao máximo a extrema manobrabilidade da aeronave, teve a distinção de abater um dos Mustangs antes de ser abatido; possivelmente uma das últimas "mortes" de biplanos da guerra. 

### 1945

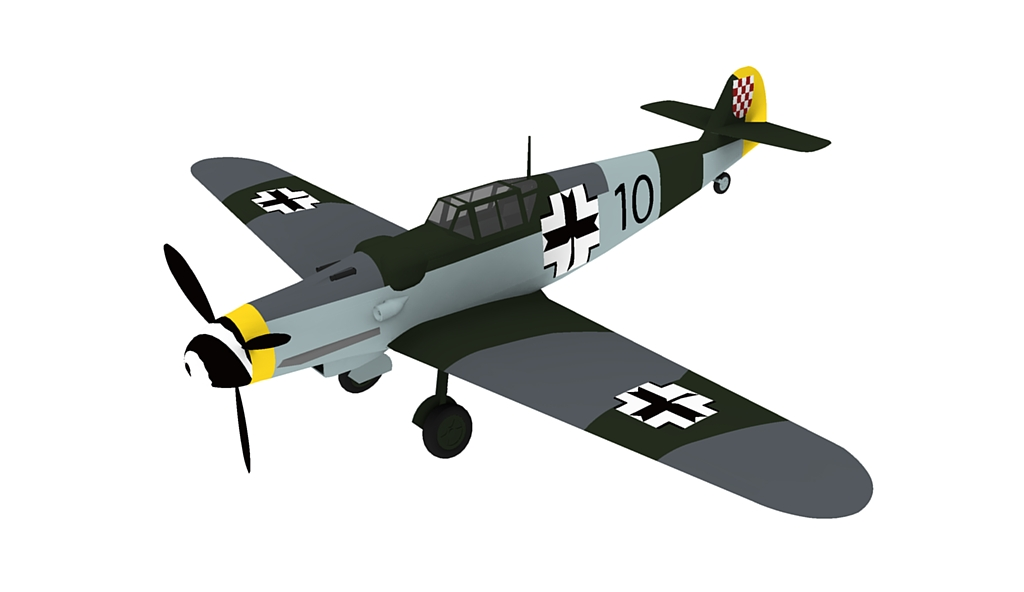
Renderização digital de um ZNDH Messerschmitt Bf 109 G, com cores de camuflagem e insígnias de 1945.

O ano anterior a 1945 foi catastrófico para a ZNDH. As perdas de aeronaves totalizaram 234, principalmente no solo, e começou 1945 com 196 máquinas, incluindo 17 Messerschmitt Bf 109Gs, 12 Morane-Saulnier MS406s, sete Fiat G.50s e dois caças Fiat CR.42 e cerca de 30 bombardeiros multimotores, embora a escassez de combustível tivesse começado a prejudicar as operações. 
Novas entregas de novas aeronaves da Alemanha continuaram nos primeiros meses de 1945 para substituir as perdas, com 39 chegando até o final de março. Isso incluía, além das entregas regulares do Messerschmitt Bf 109G, a última dúzia de bombardeiros médios Dornier Do 17, que chegaram em janeiro. Em março, apesar da perda de 15 Bf 109G&Ks, dez Morane-Saulnier MS406, três Fiat CR.42 e dois Fiat G.50, a força de caça da ZNDH incluía 23 Messerschmitt Bf 109G&Ks, três Morane-Saulnier MS406, seis Fiat G.50 e dois caças Messerschmitt Bf 110G. Com o Bf 109G, a ZNDH finalmente conseguiu enfrentar a USAAF e a RAF em igualdade de condições, com dois esquadrões equipados com o tipo desde o final de 1944.  Em abril, a ZNDH ainda possuía 176 aeronaves. 
A modesta força de transporte da ZNDH também foi utilizada para auxiliar na evacuação de Sarajevo entre 1 e 5 de abril, com a participação de Dornier Do 17, Savoia Marchetti SM 79 e SM 82, Caproni CA 311 e 313, bem como aeronaves Junkers W34. 
Os bombardeiros médios Dornier Do 17 da ZNDH ainda estavam atacando quando e onde podiam. Em 31 de dezembro de 1944, um Dornier Do 17E destruiu um bombardeiro RAF 148 Squadron Handley Page Halifax no solo no campo de aviação Partisan em Grabovnica, perto de Čazma. Em 10 de fevereiro de 1945, após uma surtida para destruir pontes no Drava, um único ZNDH Dornier Do 17Z bombardeou o 1.º Regimento de Infantaria dos Partisans. Brigada Zagorska (1ª Brigada Zagorje) perto de Daruvar, infligindo duas dezenas de vítimas. No final da tarde de 30 de março, quatro bombardeiros Dornier Do 17Z, escoltados por quatro caças Bf 109G, atacaram os guerrilheiros perto de Gospić.  Em 15 de abril de 1945, uma força composta por um Dornier Do 17Z, escoltado por dois Bf 109Gs, destruiu duas aeronaves guerrilheiras em seu campo de aviação em Sanski Most. 
Apesar desses ataques, o resultado da guerra se tornou aparente. As deserções de pessoal e aeronaves da ZNDH para os Aliados e Partisans intensificaram-se, incluindo dois Bf 109 para a Itália em 16 de abril e mais dois Messerschmitts para os Partisans em Mostar em 20 de abril.  A última entrega de caça ocorreu em 23 de abril de 1945. Foi também neste dia que as últimas mortes croatas foram registradas, quando um ex-ás do HZL com 16 mortes e seu ala reivindicaram dois Mustangs P-51 da RAF abatidos em seus Bf 109Gs, um dos quais foi confirmado. A última missão de ataque foi realizada em 6 de maio, quando dois antiquados caças de treinamento Rogožarski R-100 bombardearam a ponte ferroviária sobre o Kupa em uma tentativa de impedir o avanço dos guerrilheiros em Karlovac, ao sul de Zagreb. Uma das aeronaves com asas de parasol construídas na Iugoslávia foi atingida por fogo terrestre e o piloto caiu perto do alvo. Ele foi capturado e baleado no local. 
Naquela noite, com os guerrilheiros avançando sobre Zagreb, o comandante do grupo de caças ZNDH reuniu seus homens no campo de aviação de Lucko, em Zagreb, liberou-os do juramento de lealdade e anunciou que cada um estava livre para partir. Alguns voaram com suas aeronaves e tripulações, incluindo vários Dornier Do 17 e um CANT Z.1007, para a Itália e se renderam às forças aliadas de lá. Alguns voaram com suas aeronaves até os guerrilheiros, incluindo várias aeronaves leves e alguns Bf 109s, enquanto outros, incluindo também Bf 109s, bem como pelo menos um Dornier Do 17Z, um Messerschmitt Bf 110G-2, um Bristol Blenheim I e um Zmaj Fizir FP-2 projetado e construído pela Iugoslávia, buscaram refúgio em Klagenfurt, Áustria.  
A campanha de quatro anos da ZNDH, durante a qual teve sob seu comando em algum momento cerca de 650 aeronaves, terminou com a captura das bases aéreas ao redor de Zagreb em 8 de maio de 1945. A sua colorida colecção de aeronaves, muitas vezes antigas, espalhadas em campos de aviação desertos, recebeu novas marcações, uma estrela vermelha, e formou a base da nova Força Aérea Iugoslava. 

## Patentes

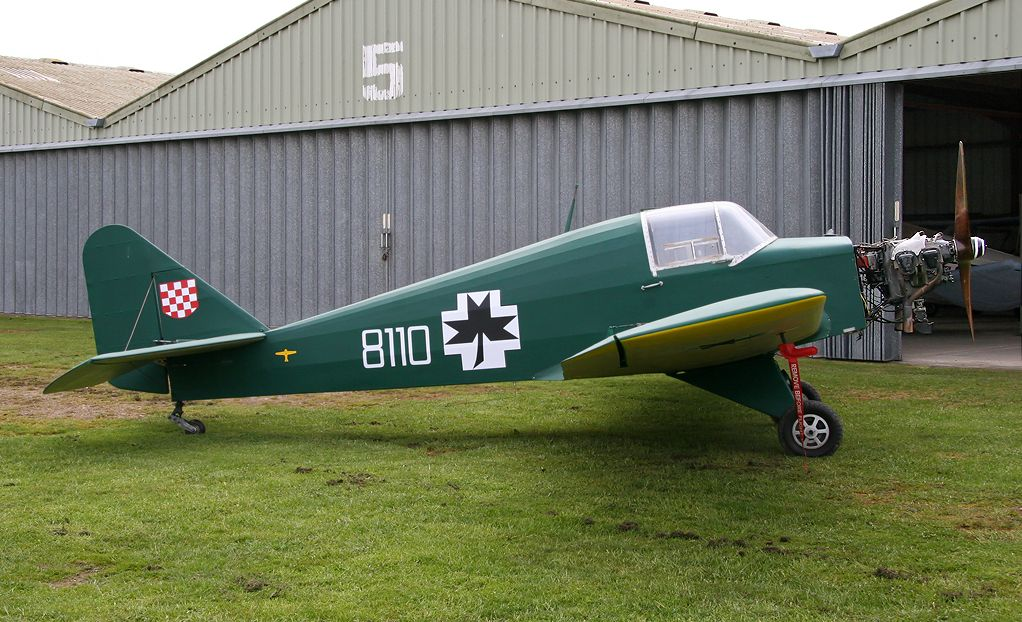
AVIA FL.3 restaurado com marcações NDH. A ZNDH operou 20 dessas aeronaves de treinamento italianas a partir de 1942, 10 com cabine aberta e 10 exemplares da versão com cabine fechada (mostrada acima).

| Insígnia de Gola | Insígnia de Ombro | Patente            | Tradução                            |
| ---------------- | ----------------- | ------------------ | ----------------------------------- |
|                  |                   | Vojskovođa         | Marechal de Campo                   |
|                  |                   | General            | General                             |
|                  |                   | Podmaršal          | Tenente-general                     |
|                  |                   | General bojnik     | Major-general                       |
|                  |                   | Pukovnik           | Coronel                             |
|                  |                   | Podpukovnik        | Tenente-coronel                     |
|                  |                   | Bojnik             | Major                               |
|                  |                   | Nadsatnik          | Capitão sênior                      |
|                  | Satnik            | Capitão            |                                     |
|                  |                   | Natporučnik        | Primeiro-tenente                    |
|                  |                   | Poručnik           | Segundo-tenente                     |
|                  |                   | Zastavnik          | Subtenente                          |
|                  |                   | Časnički namjesnik | Sargento-mor                        |
|                  |                   | Stožerni narednik  | Segundo-sargento, Sargento de vôo   |
|                  |                   | Narednik           | Sargento                            |
|                  |                   | Vodnik             | Sargento Anspeçada                  |
|                  |                   | Razvodnik          | Cabo                                |
|                  |                   | Desetnik           | Anspeçada                           |
|                  |                   | Domobran           | Guarda da Pátria (Recruta, Aviador) |
| Fontes:          |                   |                    |                                     |

## Comandantes
- Vladimir Kren (Abril de 1941 – 13 de setembro de 1943)
- Adalbert Rogulj (23 de setembro de 1943 – 1 de junho de 1944)
- Vladimir Kren (Junho de 1944 a maio de 1945)

## Equipamento

### Aerenoves de caça
| Nome                    | Total | Tipo                | Origem          |
| ----------------------- | ----- | ------------------- | --------------- |
| Messerschmitt Bf 109    | 50+   | Caça                | Alemanha        |
| Morane-Saulnier MS406   | 48    | Caça                | França          |
| Fiat G.50               | 30+   | Caça                | Itália          |
| Macchi C.202            | 18    | Caça                | Itália          |
| Macchi C.205            | 4     | Caça                | Itália          |
| Fiat CR.42              | 10+   | Caça                | Itália          |
| Messerschmitt Bf 110G-2 | 2     | Caça                | Alemanha        |
| Avia BH-33              | 7     | Caça de treinamento | Tchecoslováquia |
| Ikarus IK-2             | 4     | Caça                | Iugoslávia      |
| Hawker Fury II          | 1     | Caça                | Reino Unido     |
| Fonte:                  |       |                     |                 |

### Aeronaves de bombardeio
| Nome                   | Total | Tipo                    | Origem          |
| ---------------------- | ----- | ----------------------- | --------------- |
| Rogožarski R-313       | 1     | Bombardeiro             | Iugoslávia      |
| Amiot 143              | 1     | Bombardeiro             | França          |
| Dornier Do 17K         | 11    | Bombardeiro             | Iugoslávia      |
| Dornier Do 17E         | 30    | Bombardeiro             | Alemanha        |
| Dornier Do 17Z         | 21    | Bombardeiro             | Alemanha        |
| Bristol Blenheim Mk.I  | 8     | Bombardeiro             | Reino Unido     |
| Savoia-Marchetti SM.79 | 5     | Bombardeiro             | Itália          |
| CANT Z.1007            | 10    | Bombardeiro             | Itália          |
| Fiat BR.20             | 6     | Bombardeiro             | Itália          |
| Avia Fokker F.39       | 1     | Bombardeiro             | Tchecoslováquia |
| Caproni Ca.310         | 7     | Bombardeiro/Utilitário  | Itália          |
| Caproni Ca.311/313/314 | 16    | Bombardeiro/Utilitário  | Itália          |
| Junkers Ju 87          | 15    | Bombardeiro de mergulho | Alemanha        |
| Fonte:                 |       |                         |                 |

### Aeronaves de transporte
| Nome                   | Total | Tipo       | Origem          |
| ---------------------- | ----- | ---------- | --------------- |
| Avia Fokker F.VII      | 7     | Transporte | Tchecoslováquia |
| Avia Fokker F.IX       | 2     | Transporte | Tchecoslováquia |
| Junkers Ju 52          | 1     | Transporte | Alemanha        |
| Junkers W 34           | 4     | Transporte | Alemanha        |
| Savoia-Marchetti SM.82 | 2     | Transporte | Itália          |
| Airspeed Envoy         | 2     | Transporte | Reino Unido     |
| Fonte:                 |       |            |                 |

### Aeronaves de treino
| Nome                          | Total | Tipo                           | Origem          |
| ----------------------------- | ----- | ------------------------------ | --------------- |
| Breguet 19                    | 50    | Reconhecimento/Utilitário      | França          |
| Potez 25                      | 42    | Reconhecimento/Utilitário      | França          |
| Fieseler Fi 156               | 11    | Utilitário                     | Alemanha        |
| Fieseler Fi 167               | 8-12  | Utilitário                     | Alemanha        |
| De Havilland Puss Moth D.H.80 | 2     | Utilitário                     | Reino Unido     |
| RWD-13                        | 1     | Utilitário                     | Polônia         |
| Beneš-Mráz Beta-Minor         | 25    | Treinamento/Utilitário         | Tchecoslováquia |
| Bücker Bü 181 Bestmann        | 22    | Treinamento/Utilitário         | Alemanha        |
| Saiman 200                    | 25    | Treinamento                    | Itália          |
| Saiman 202                    | 2     | Treinamento/Utilitário         | Itália          |
| AVIA FL.3                     | 20    | Treinamento/Utilitário         | Itália          |
| Rogožarski SIM-XI             | 1     | Treinamento                    | Iugoslávia      |
| Rogožarski SIM-X              | 1     | Treinamento                    | Iugoslávia      |
| Rogožarski PVT                | 15    | Treinamento/Combate            | Iugoslávia      |
| Ikarus MM-2                   | 1     | Treinamento em combate         | Iugoslávia      |
| Rogožarski R-100              | 11    | Treinamento em combate/Combate | Iugoslávia      |
| Bücker Bü 131                 | 46    | Treinamento/Utilitário         | Alemanha        |
| Bücker Bü 133                 | 10    | Treinamento/Utilitário         | Alemanha        |
| Zmaj Fizir FN                 | 20    | Treinamento                    | Iugoslávia      |
| Zmaj Fizir FP-2               | 23    | Treinamento/Utilitário         | Iugoslávia      |
| Fonte:                        |       |                                |                 |

## Jornal
A ZNDH publicou um jornal semanal chamado Hrvatska Krila (Asas Croatas). 